# Cymbopetalum stenophyllum
Cymbopetalum stenophyllum là loài thực vật có hoa thuộc họ Na. Loài này được John Donnell Smith mô tả khoa học đầu tiên năm 1895.